# Les 4400 (bande-son)
Pour un article plus général, voir Les 4400.
Cet article présente la bande-son du feuilleton télévisé Les 4400.

## Musiques spéciales
Générique de la série : A place in time, interprété par Amanda Abizaid.
Musique du saga sell : Salvation, composée par John Van Tongeren (saisons 3 et 4 uniquement).
Musique de la bande-annonce promotionnelle de la saison 3 aux États-Unis : Save Us de Feeder.

## Première saison (2004)
1 (1- 1) : Billie Holiday, Cheek to Cheek

 1 (1- 1) : Ivy, Worry About You (également utilisé dans Kingdom Hospital)

 2 (1- 2) : Ivy, Worry About You (également utilisé dans Kingdom Hospital)

 3 (1- 3) : Insolence, Poison Well

 3 (1- 3) : Nat King Cole, Mona Lisa

 3 (1- 3) : Hoobastank, The Reason (également utilisé dans Smallville)

 3 (1- 3) : Los Lonely Boys, Heaven

 4 (1- 4) : Seals & Croft, Summer Breeze ('04 Remix)

 5 (1- 5) : Engineers, How Do You Say Goodbye?

 5 (1- 5) : Maroon 5, She Will Be Loved

 6 (1- 6) : Incubus, Talk Shows on Mute

 6 (1- 6) : Staind, It's Been Awhile

## Deuxième saison (2005)
7 (2- 1) : Ryan Cabrera, True

 7 (2- 1) : Bedroom Walls, Do the Buildings and Cops Make You Smile?

 9 (2- 3) : Alison Krauss & Union Station, Gravity

10 (2- 4) : DJ Z-Trip feat. Chester Bennington, Walking Dead

10 (2- 4) : Bloc Party, Banquet

10 (2- 4) : Elkland, Everybody's Leaving

10 (2- 6) : Paul Trudeau, You Are

10 (2- 6) : The Kills, I Hate the Way You Love

10 (2- 6) : Kasabian, Running Battle

10 (2- 7) : Lifehouse, You and Me

10 (2- 7) : Chet Baker, Time After Time

10 (2- 8) : Randy Travis, Three Wooden Crosses

10 (2- 9) : Charles Brown, Route 66

10 (2- 10) : Queens of the Stone Age, Little Sister

10 (2- 11) : Jet, Look What You've Done

10 (2- 13) : Jacqueline McKenzie, Shy Baby

10 (2- 13) : Switchfoot, This Is Your Life (également utilisé dans Smallville)

## Troisième saison (2006)
20 (3- 1) : Thirteen Senses, Into The Fire (également utilisé dans Grey's Anatomy)

20 (3- 3) : People In Planes, Falling by the wayside

20 (3- 4) : Billie Holiday, Cheek to Cheek

20 (3- 5) : KT Tunstall, Black Horse and the Cherry Tree

20 (3- 9) : Cream, White Room

20 (3- 9) : The Chordettes, Mr. Sandman

20 (3- 9) : Snow Patrol, Open Your Eyes

20 (3- 11) : Dido, Life For Rent

20 (3- 11) : Thievery Corporation, Une Simple Histoire

20 (3- 12) : Claude Foisey, World